# Jacques de Châtillon
Jacques de Châtillon (mort 11 juliol de 1302 a Kortrijk) va ser senyor de  Leuze,de Condé, de Carency, de Huquoy i d'Aubigny, fill de Guy III, comte de Saint-Pol i Matilda de Brabant.
El rei Felip IV de França va tenir èxit en el seu intent d'annexió del Comtat de Flandes mitjançant el nomenament de Jacques, l'oncle de la seva esposa Joana I de Navarra, com a governador del Comtat el 1300. El comte de Flandes Guy de Dampierre i els seus dos fills van ser capturats pels francesos.
Aquest milita va ser una mala elecció com a governador. Tenia pocs coneixements sobre la situació específica de Flandes, on ciutats com Bruges i Gant eren molt més riques i poderoses que qualsevol altra ciutat a França. No va veure la rivalitat entre els partidaris del comte (Liebaards) i els partidaris del rei de França. Tampoc va copsar la rivalitat entre els governants de les ciutats i la gent comuna, organitzada en gremis, i que volien ostentar un major poder polític. Quan de Châtillon va donar suport als patricis, els treballadors es van posar del costat dels Liebaards. Després del seu nomenament, Jacques de Châtillon va entrar Bruges. La seva actitud, l'extorsió practicada per la seva administració, i la provocadora visita del rei Felip a Bruges el maig de 1301, en la qual el bàndol francès va celebrar una gran festa, va donar lloc a una explosió d'ira popular. Van esclatar molts moviments populars, per exemple, a Bruges, on el 19 de maig 1302, va ser massacrat el bàndol francés a la Matines de Bruges. De Châtillon va escapar amb vida, però va morir uns mesos més tard a la batalla de Kortrijk el juliol de 1302.